# がっかり島
がっかり島（がっかりとう）は、岩手県宮古市の真崎海岸にある無人島。

## 概要
崖のような小さい島であるが、むしろ海面に突き出た岩礁に近い。

## 名前の由来
- 周辺地域の方言で、この島のような切り立った岩場のことを「がっかり」と表現すること
  - ちなみに「がっかり」は海における呼びかたで、山の切り立った岩は「まっかり」という。
- 近辺の海域はアワビの宝庫であるが、その島の周りだけなぜか取れないこと
- 島全体が崖でできているため、「崖ばっかり」が「がっかり」に変化したこと
- 方言で「がっから」と言うのが、魚が釣れにくい地形から「がっかり」に変化した

などに由来するといった説がある。また、珍地名としてよく取り上げられる。

## 交通
JR宮古駅から国道45号を経由し車で約35分で真崎海岸に到着する。島には橋がかかっておらず、定期船の運航もないため、漁船等をチャーターする必要がある。島には船が着岸できる港湾設備は存在しないため、小型船で接近する必要がある。